# Sam Torrans
Sam Torrans (Belfast, 26 ottobre 1869 – 8 maggio 1948) è stato un calciatore nordirlandese, di ruolo centrocampista.

## Carriera

### Nazionale
Il 9 marzo 1889 esordisce contro la Scozia (7-0). Con la Nazionale nordirlandese, in 26 presenze di British Home Championship, ha vinto 3 incontri, giocando da capitano contro Galles (il 24 febbraio 1894, 2-2) e Inghilterra (4-1). Inoltre, durante la carriera internazionale, si è fatto tre autogol.

## Palmarès

### Club

#### Competizioni nazionali
- Campionato nordirlandese: 6

Linfield: 1890-1891, 1891-1892, 1892-1893, 1894-1895, 1897-1898, 1901-1902
- Irish Cup: 7

Linfield: 1890-1891, 1891-1892, 1892-1893, 1894-1895, 1897-1898, 1898-1899, 1901-1902
- Belfast Charity Cup: 6

Linfield: 1890-1891, 1891-1892, 1892-1893, 1893-1894, 1894-1895, 1898-1899
- County Antrim Shield: 1

Linfield: 1898-1899
- City Cup: 4

Linfield: 1894-1895, 1897-1898, 1899-1900, 1900-1901